# Лубје
Језеро Лубје (пољ. Jezioro Lubie), познато и као Лубашевско (Lubieszewskie) и Лубжа (Lubrza) је језеро у Пољској. Налази се на Дравском појезерју у војводству Западно Поморје. Површина језера је 1467 ha, а максимална дубина 46,2 m. На јужној обали налази се Дравска прашума. Кроз језеро Лубје протиче река Драва. Дужина језера је око 14 km, а на њему се налази 5 острва. Разлика нивоа воде између северног и јужног дела језера је 23 cm. Језерска вода спада у прву класу по чистоћи. Језеро је кратким каналом повезано са оближњим језером Гошча.